# Andrew Gower
Andrew Gower (8 de noviembre de 1989) es un actor británico, más conocido por haber interpretado a Nick Cutler en la serie Being Human y por interpretar a Andrew Mullery en Monroe.

## Biografía
Asistió al "Davenhill Primary School" en Aintree.
En el 2010 se graduó de la escuela de drama de Oxford. El 20 de julio del mismo año se ganó el prestigioso premio "Spotlight Prize".

## Carrera
Andrew era miembro de una banda de rock llamada "Emerson".
En el 2011 hizo su debut en televisión cuando se unió al elenco de la serie Monroe donde interpretó al doctor Andrew Mullery, un cirujano cardíaco en entrenamiento hasta el final de la serie en el 2012. Ese mismo año apareció como Victor Frankenstein en el musical Frankenstein's Wedding... Live in Leeds, el programa fue filmado enfrente de 12,000 y trasmitido en vivo por la cadena BBC3. Andrew interpretó "Wires" de Athlete para el show.
En el 2012 se unió al elenco recurrente de la cuarta temporada de la serie Being Human donde interpretó al vampiro Nick Cutler, quien muere luego de ser apuñalado por Annie luego de que intentara lastimar a Eve.
En el 2013 apareció como invitado en el primer episodio de la tercera temporada de la serie The Borgias donde interpretó a un asesino enviado por Catherine Sforza (Gina McKee) para matar a Lucrezia (Holliday Grainger), Vannozza (Joanne Whalley) y Giovanni Borgia, sin embargo es asesinado por Micheletto Corella (Sean Harris) cuando este se da cuenta del plan. También apareció como invitado en la serie The Murdoch Mysteries donde interpretó a Sherlock Holmes y a David Kingsley.
Ese mismo año apareció como invitado en dos episodios de la serie The White Queen donde interpretó al Lord George Stanley, el noveno Barón de Strange.
En el 2016 se unió al elenco de la segunda temporada de la popular serie Outlander donde da vida al Príncipe Charles Edward Stuart.

## Filmografía

### Series de televisión
| Año         | Título                    | Personaje                      | Notas                         |
| ----------- | ------------------------- | ------------------------------ | ----------------------------- |
| 2020        | Miss Scarlet and the Duke | Rupert Parker                  | 5 episodios                   |
| 2019        | Carnival Row              | Ezra Spurnrose                 | 7 episodios                   |
| 2019        | Poldark                   | James Hadfield                 | 2 episodios                   |
| 2018        | Midsomer Murders          | Harry Ferabbee                 | episodio "Send In The Clowns" |
| 2017        | Black Mirror              | Rob                            | episodio "Crocodrilo"         |
| 2016 - 2017 | Outlander                 | Príncipe Charles Stuart        | 10 episodios                  |
| 2015        | Capital                   | Mark                           | 2 episodios                   |
| 2015        | Black Work                | DC. Jared Ansell               | 2 episodios - miniserie       |
| 2015        | A.D. The Bible Continues  | Calígula                       | 5 episodios                   |
| 2014        | The Village               | Gilbert Hankin                 | 6 episodios                   |
| 2014        | Endeavour                 | Nicholas Myers                 | episodio "Neverland"          |
| 2013        | The White Queen           | Lord George Strange            | 2 episodios                   |
| 2013        | Murdoch Mysteries         | Sherlock Holmes/David Kingsley | 2 episodio                    |
| 2013        | The Borgias               | Asesino                        | episodio "The Face of Death"  |
| 2012        | Being Human               | Nick Cutler                    | 7 episodios                   |
| 2012        | Misfits                   | Jake                           | episodio 4x04                 |
| 2011 - 2012 | Monroe                    | Dr. Andrew Mullery             | 12 episodios                  |

### Películas
| Año  | Título                              | Personaje     | Notas                  |
| ---- | ----------------------------------- | ------------- | ---------------------- |
| 2019 | Ark                                 | - - -         | película corta         |
| 2019 | Running Naked                       | Ben Taylor    |                        |
| 2019 | Humpty Fu*king Dumpty               | Tommy Quickly | película corta         |
| 2017 | Blessed Are They That Fear the Lord | James O'Harry | película corta         |
| 2016 | The Tall Takes of Urchin            | Mudlark       | animado película corta |
| 2014 | Rosewater                           | Jimmy         |                        |
| 2013 | Out of Darkness                     | masculino     | película corta         |

### Radio
| Año  | Título              | Personaje |
| ---- | ------------------- | --------- |
| 2018 | Dark Visions: Speak | Lucien    |
| 2012 | Diary of a Nobody   | Lupin     |

### Musical
| Año  | Título                                  | Personaje           | Notas                                                |
| ---- | --------------------------------------- | ------------------- | ---------------------------------------------------- |
| 2011 | Frankenstein's Wedding... Live in Leeds | Victor Frankenstein | junto a Lacey Turner, David Harewood & Mark Williams |

### Teatro
| Año  | Obra                                           | Personaje       | Director (a)                   | Teatro                 | Notas |
| ---- | ---------------------------------------------- | --------------- | ------------------------------ | ---------------------- | ----- |
| 2016 | 1984                                           | Winston Smith   | Robert Icke & Duncan Macmillan | Playhouse Theatre      | -     |
| 2012 | The Conquest of the South Pole                 | Seiffert        | Stephen Unwin                  | Arcola Theatre         | -     |
| 2010 | Terror Tales - You can do It & In for the Kill | Charlie/Jamie   | Vicky Jones                    | Hampstead Theatre      | -     |
| 2010 | First Time Voters                              | -               | -                              | Bush Theatre           | -     |
| 2010 | After the Fall                                 | Dan             | George Peck                    | Oxford School Of Drama | -     |
| 2009 | The Country Wife                               | Sparkish        | David Straun                   | Oxford School Of Drama | -     |
| 2009 | Mother in Law                                  | Pamphilus       | Steve Woodward                 | Oxford School Of Drama | -     |
| 2009 | As You Like                                    | Adam            | Charlie Westenra               | Oxford School Of Drama | -     |
| 2008 | Time and the Conways                           | Gerald Thornton | Steve Woodward                 | Oxford School Of Drama | -     |
| 2008 | Enemies                                        | Sinstov         | Naomi Jones                    | Oxford School Of Drama | -     |